# جبال كاتسكيل
جبال كاتسكيل (بالإنجليزية: Catskill Mountains) منطقة واسعة تقع في الجزء الجنوبي الشرقي من الولايات المتحدة الأمريكية بولاية نيويورك، تقع على بعد 100 ميلا إلى الشمال والشمال الغربي من مدينة نيويورك و40 ميلا جنوب غربي ألباني.

## المناخ
يظهر الجدول التالي التغييرات المناخية على مدار السنة لجبال كاتسكيل:
| البيانات المناخية لـجبال كاتسكيل  | البيانات المناخية لـجبال كاتسكيل | البيانات المناخية لـجبال كاتسكيل | البيانات المناخية لـجبال كاتسكيل | البيانات المناخية لـجبال كاتسكيل | البيانات المناخية لـجبال كاتسكيل | البيانات المناخية لـجبال كاتسكيل | البيانات المناخية لـجبال كاتسكيل | البيانات المناخية لـجبال كاتسكيل | البيانات المناخية لـجبال كاتسكيل | البيانات المناخية لـجبال كاتسكيل | البيانات المناخية لـجبال كاتسكيل | البيانات المناخية لـجبال كاتسكيل | البيانات المناخية لـجبال كاتسكيل |
| الشهر                             | يناير                            | فبراير                           | مارس                             | أبريل                            | مايو                             | يونيو                            | يوليو                            | أغسطس                            | سبتمبر                           | أكتوبر                           | نوفمبر                           | ديسمبر                           | المعدل السنوي                    |
| --------------------------------- | -------------------------------- | -------------------------------- | -------------------------------- | -------------------------------- | -------------------------------- | -------------------------------- | -------------------------------- | -------------------------------- | -------------------------------- | -------------------------------- | -------------------------------- | -------------------------------- | -------------------------------- |
| متوسط درجة الحرارة الكبرى °ف (°م) | 26.7 (−2.9)                      | 29.5 (−1.4)                      | 37.1 (2.8)                       | 48.8 (9.3)                       | 60.3 (15.7)                      | 67.9 (19.9)                      | 71.6 (22.0)                      | 70.6 (21.4)                      | 64.1 (17.8)                      | 53.3 (11.8)                      | 42.2 (5.7)                       | 30.6 (−0.8)                      | 50.3 (10.2)                      |
| المتوسط اليومي °ف (°م)            | 18.5 (−7.5)                      | 20.6 (−6.3)                      | 28.0 (−2.2)                      | 39.2 (4.0)                       | 50.1 (10.1)                      | 58.4 (14.7)                      | 62.3 (16.8)                      | 61.3 (16.3)                      | 54.7 (12.6)                      | 44.1 (6.7)                       | 34.5 (1.4)                       | 23.4 (−4.8)                      | 41.4 (5.2)                       |
| متوسط درجة الحرارة الصغرى °ف (°م) | 10.3 (−12.1)                     | 11.7 (−11.3)                     | 18.9 (−7.3)                      | 29.5 (−1.4)                      | 39.9 (4.4)                       | 48.9 (9.4)                       | 52.9 (11.6)                      | 52.0 (11.1)                      | 45.3 (7.4)                       | 34.9 (1.6)                       | 26.7 (−2.9)                      | 16.3 (−8.7)                      | 32.4 (0.2)                       |
| الهطول إنش (مم)                   | 4.56 (116)                       | 3.98 (101)                       | 5.31 (135)                       | 5.40 (137)                       | 5.59 (142)                       | 5.79 (147)                       | 6.13 (156)                       | 5.29 (134)                       | 6.22 (158)                       | 6.97 (177)                       | 5.83 (148)                       | 5.22 (133)                       | 66.29 (1٬684)                    |
| متوسط الرطوبة النسبية (%)         | 71.1                             | 66.2                             | 62.4                             | 60.1                             | 63.8                             | 70.4                             | 70.8                             | 72.8                             | 73.0                             | 70.7                             | 69.9                             | 72.0                             | 68.6                             |
| المصدر: PRISM Climate Group       |                                  |                                  |                                  |                                  |                                  |                                  |                                  |                                  |                                  |                                  |                                  |                                  |                                  |

## معرض صور

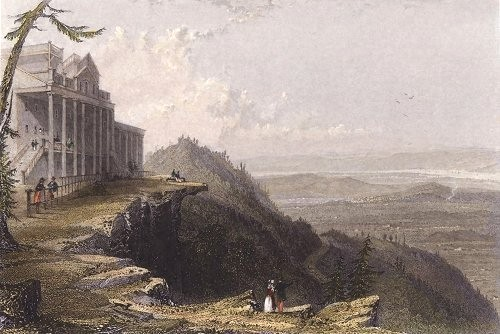
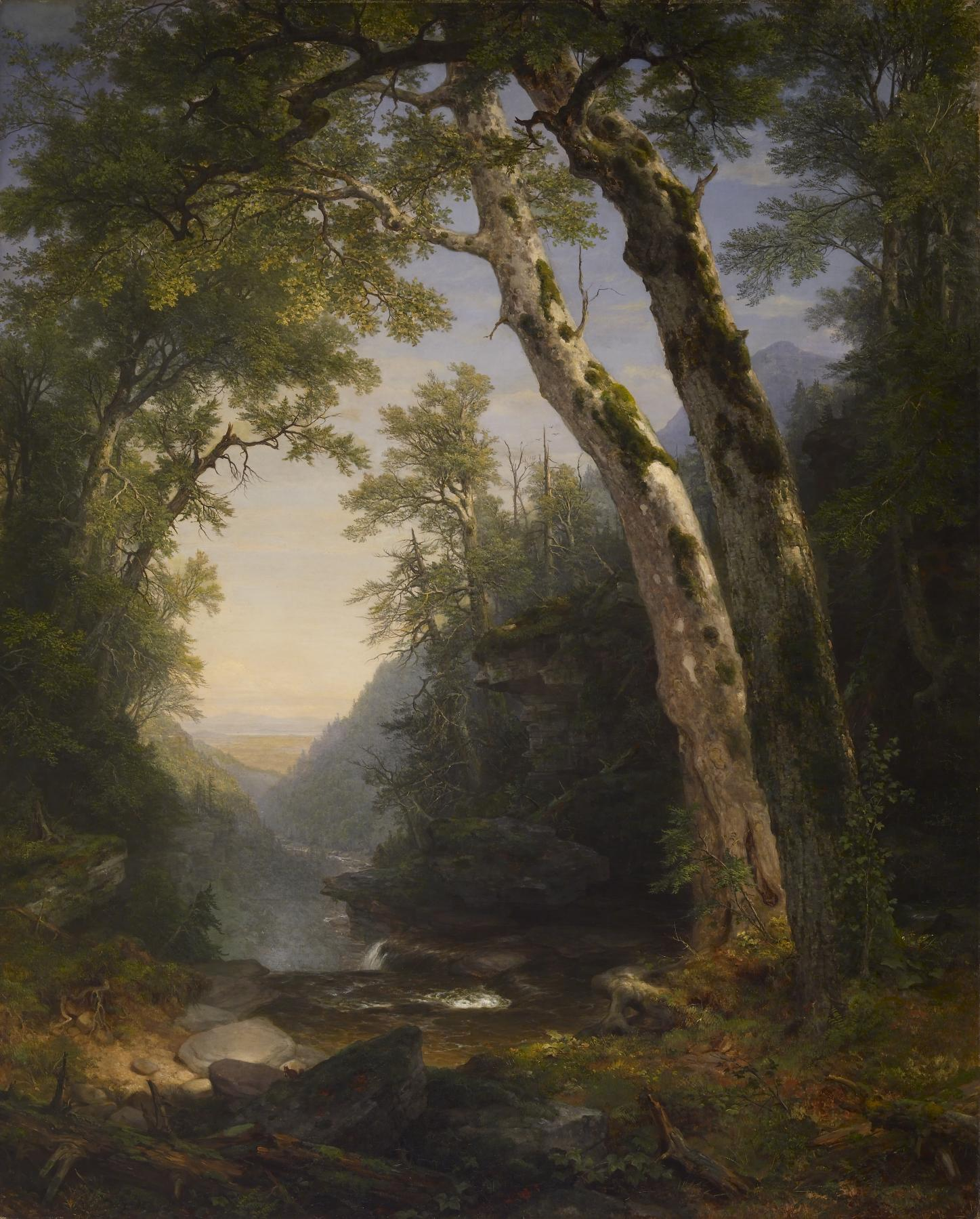
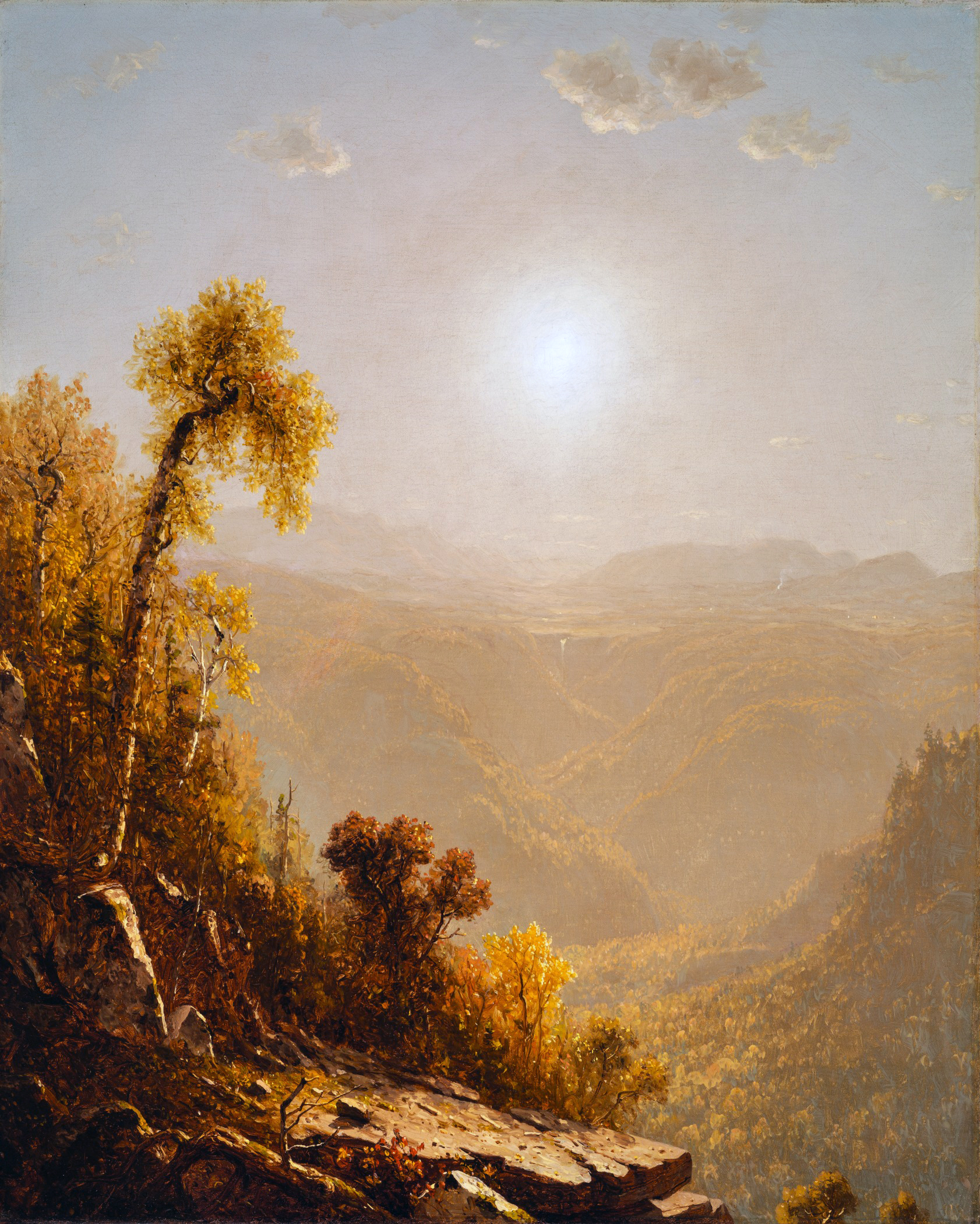
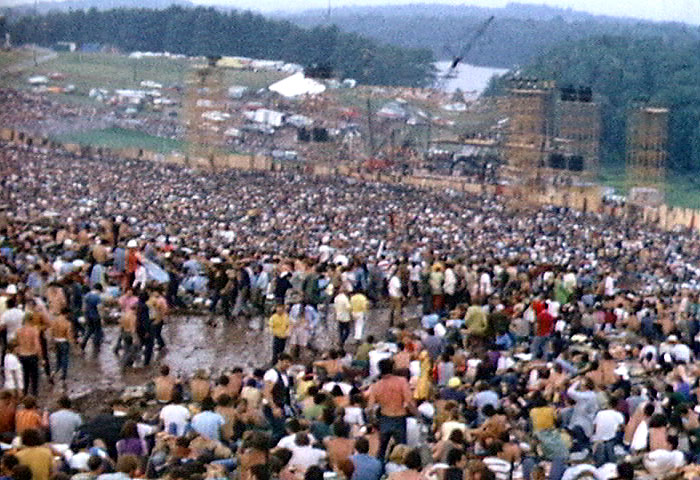